# Фрегат тихоокеанський
Фрегат тихоокеанський (Fregata minor) — великий кочівний морський птах родини фрегатових. Головні місця гніздування знаходяться в Тихому (включаючи Галапагоські острови), Індійському океанах та в південній Атлантиці. Харчується птах рибою, яку ловить в польоті на поверхні води (здебільшого летючою рибою) і рідше займається клептопаразитизмом, ніж інші фрегати. Під час шлюбного періоду харчується в межах 80 км від колонії.
Великий фрегат здатен здійснювати двомісячні трансокеанські польоти. Сон фрегатів у польоті буває як в одній, так і в обох півкулях головного мозку.

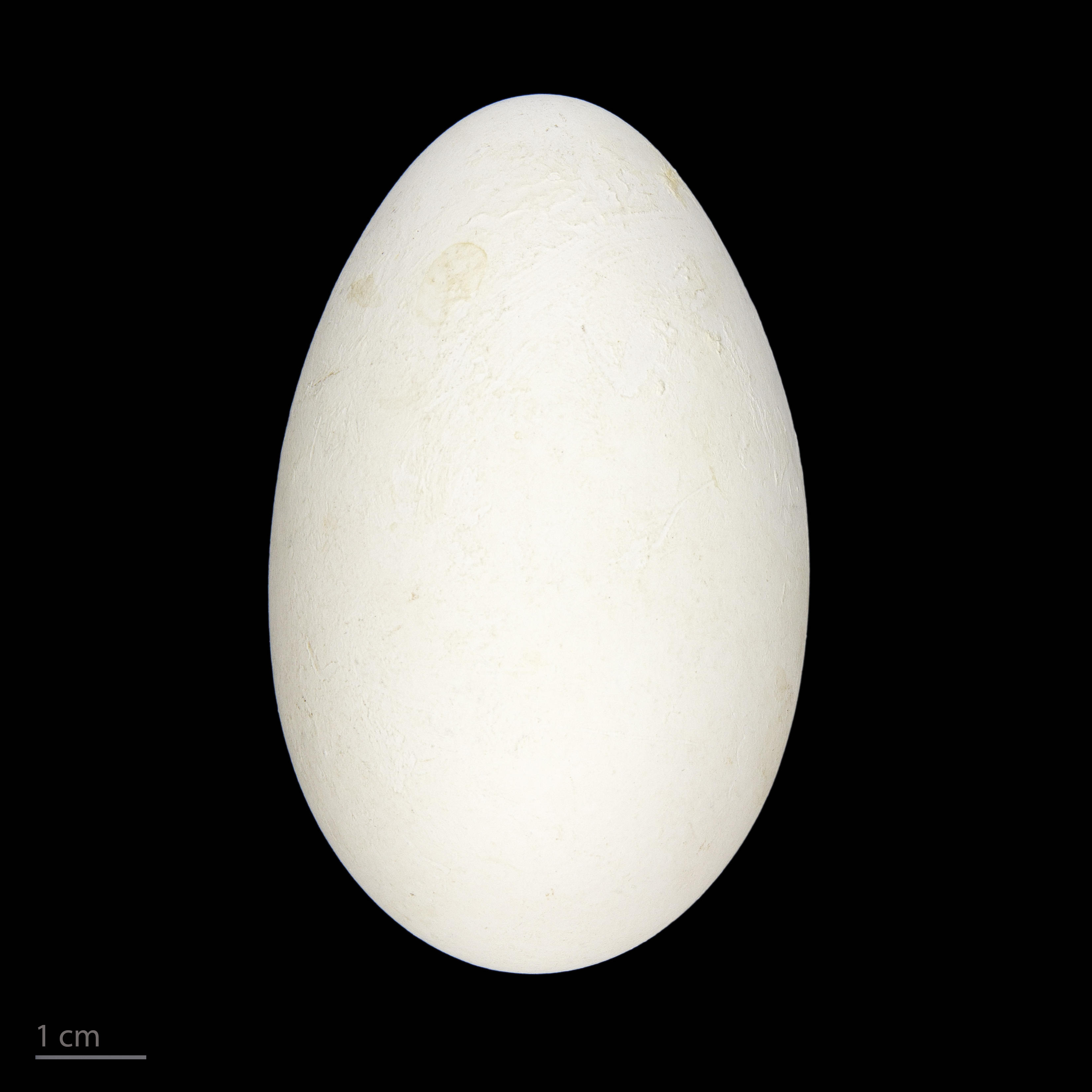
Яйце великого фрегата (Тулузький музей)

## Опис і спосіб життя
Довжина тіла — 85—105 см, розмах крил — 205—230 см. Гніздиться крупними колоніями на океанічних островах, поза періодом розмноження тримається подалі від суші. Перед початком шлюбного періоду на горлі у самців розвивається великий яскраво-червоний шкірястий мішок. Під час залицяння самець роздуває його, видаючи при цьому звуки, які приваблюють самок. Харчується головоногими молюсками і рибою, часто забирає здобич в інших птахів.